# Skippy (film 1931)
Skippy è un film del 1931, diretto da Norman Taurog e ispirato all'omonimo personaggio dei fumetti di Percy Crosby.
A riprova che gli attori bambini ad Hollywood non sono più presenza marginale, Skippy è il primo film interpretato da bambini ad essere premiato con un Oscar e tre nomination. Il protagonista Jackie Cooper, che ha lasciato le Simpatiche canaglie per entrare nel grande cinema, diventa a 9 anni il più giovane interprete ad essere nominato all'Oscar come miglior attore.

## Trama
La vicenda ruota attorno a due amici di nome Skippy e Sooky. I due bambini vanno d'accordo sempre in tutto e un giorno salvano da morte certa un cagnolino che diventerà loro compagno di giochi. I tre passano mille avventure fino ad un giorno in cui saranno costretti ad affrontare una dura prova. Alla fine della storia i due poveri bambini verranno scoperti da un ricco uomo che si rivelerà essere lo zio paterno di Skippy.

## Produzione
Il film fu prodotto dalla Paramount Pictures. Venne girato in California, a San Bernardino.

## Distribuzione
Distribuito dalla Paramount Pictures, uscì nelle sale cinematografiche USA il 25 aprile 1931. Venne presentato in prima a Los Angeles il 2 aprile e, il giorno seguente, a New York. In Finlandia, fu distribuito il 20 dicembre 1931.

## Riconoscimenti
- 1931 - Premio Oscar
  - Migliore regia a Norman Taurog
  - Nomination Miglior film alla Paramount Publix
  - Nomination Miglior attore protagonista a Jackie Cooper

A 32 anni, 8 mesi e 18 giorni Norman Taurog è stato a lungo il più giovane regista a vincere l'Oscar alla miglior regia; soltanto nel 2017 questo record gli è stato tolto da Damien Chazelle di circa sette mesi più giovane.